# Тарусин
Тарусин — хутор в муниципальном образование город-курорт Анапа Краснодарского края. Входит в состав Анапского сельского округа.

## География
Расположен в 6 км от города на берегу реки Анапки, у трассы Анапа — Новороссийск.

## Население
| 2002 | 2010 |
| ---- | ---- |
| 327  | ↗392 |

## История
Хутор основан во второй половине XIX века на землях наделов казачьих семей рода Тарусиных, и потому носит их имя. Тарусины получили эти земли в 1862 году, после переселения в станицу Анапскую из станицы Ладожской, за службу мужчин в составе 1-й бригады Кубанского казачьего войска. Земли предназначались для посева зерна, посадки овощей, выпаса скота и прочих хозяйственных нужд.
Начинался хутор с хозяйственных построек владельцев земли, и впоследствии дополнился жилыми домами их родственников и потомков.
Тарусины владели этими землями до коллективизации (1927 г.), а их потомки жили там до 60-х годов XX века. Установлено, что последними хутор Тарусин покинули семьи Матвея Власовича Тарусина и Николая Власовича Тарусина.
В 1945 году на хуторе проживало 11 семей. В 2007 году число семей достигло 40.

## Примечание
1. 1 2  Всероссийская перепись населения 2010 года. Том 1, таблица 4. Численность городского и сельского населения по полу по Краснодарскому краю
2. ↑  Всероссийская перепись населения 2002 года. Численность населения субъектов Российской Федерации, районов, городских поселений, сельских н
3. ↑  [Алфавитный посемейный список жителей станицы Анапской Адагумского казачьего полка на 1862 год. Государственный архив Краснодарского края, фонд 325, опись 1, дело 186.]